# Phrosinella talpina
Phrosinella talpina är en tvåvingeart som beskrevs av Henry J. Reinhard 1961. Phrosinella talpina ingår i släktet Phrosinella och familjen köttflugor. Inga underarter finns listade i Catalogue of Life.